# スター千一夜
『スター千一夜』（すたーせんいちや）は、フジテレビ系列で、フジテレビが開局した日である1959年3月1日から1981年9月25日までの約22年半に亘って放送されたトーク番組。放送回数は6,417回。通称は「スタ千」。

## 概要
旬の芸能人やスポーツ選手など著名人が出ることを売りとした。番組開始時には映画会社による五社協定が締結されており、テレビに映画スターが出演できなかったものを、芸能番組への出演という形ではなく、時事に絡めた社会の話題として取り上げた。なお、番組企画自体は協和広告が担当した。フジテレビの制作部門が分社化していた時期は子会社のフジ・ポニーが企画・構成を担った。 
第1回のゲストは、長門裕之・津川雅彦兄弟。最終回のゲストは、美空ひばり。
放送日は当初は、日曜日から水曜日で始まり、その後幾度か放送曜日の変更が行われて、月曜日から土曜日までの帯番組となった（一時期土曜の放送を廃止したこともある）。原則的にゴールデンタイムの帯番組として設定され、時間帯も、当初は21:00 - 21:15までの時間帯に放映されたが、幾度かの変更があった末に19:45 - 20:00までの15分枠に落ち着いた。月曜から金曜19:45からの15分に落ち着いた時期は1974年10月以降。前時間帯の19:30 - 19:45も同じ月曜 - 金曜の帯番組で、かつ長寿番組だった『クイズグランプリ』などがあり、フジテレビの毎日の顔的存在の時間帯であった。それだけに番組にステータスがあり、「これに出れば一人前」と言われた番組でもあった。
また、1960年代後半以降、司会者には田宮二郎、石坂浩二、関口宏など、本業は俳優である芸能人を抜擢する異色の起用方法を取り入れたことも話題となった。特に関口については、本番組が俳優から司会者へのイメージを定着させており、大橋巨泉が関口に対して、司会者としての素質を評価していたという。
番組スポンサーは、旭化成（当時の社名は旭化成工業）と旭化成グループ各社一社提供。本番組終了後は一社提供で『なるほど!ザ・ワールド』の番組スポンサーとなった。番組の途中でも「企業最前線」という生CMコーナーが設けられ、司会者がすぐ隣りの番組セットへ移り旭化成の新製品情報を企業の担当者から話を聞く内容だった。
番組最高視聴率は、1966年12月1日（木）放送（王貞治・恭子夫妻出演）の45.9%（関東地区・ビデオリサーチ社調べ）だった。最多出演者は歴代司会者にも名を連ねる吉永小百合の90回。以下、王貞治（72回）、坂本九・浅丘ルリ子（ともに58回）と続く。
なお記念回は、100回や1000回といった切りのいい回ではなく、タイトルにちなんで、1001の倍数回（1001回、2002回…）に行われていた。その時は司会者などが「『千一夜』を○回過ごして参りました」と発言していた（例：3003回の時は「『千一夜』を3回」）。
本番組は、フジテレビの番組の中でも最もカラー化が早く、まず、1967年4月3日 - 5月8日までの毎週月曜日にカラー放送を行い、翌年1968年の元日（1月1日）の放送から、一部の例外を除き、カラー放送となった（放送当時の『朝日新聞』縮刷版にて掲載）。

## 放送時間・放送曜日

### 放送時間
| 放送期間                      | 放送時間（JST） | 備考                                        |
| ----------------------------- | --------------- | ------------------------------------------- |
| 1959年3月1日 - 1962年9月1日   | 21:00 - 21:15   |                                             |
| 1962年9月3日 - 1969年3月31日  | 21:30 - 21:45   | 1967.4.2 - 1969.3.30の日曜のみ22:00 - 22:15 |
| 1969年4月1日 - 9月30日        | 19:30 - 19:45   |                                             |
| 1969年10月1日 - 1981年9月25日 | 19:45 - 20:00   | 19:45番組との枠交換で繰下げ                 |

プロ野球中継放送枠が20:00 - （21:26→）21:25から19:30 - 20:55（→20:54）に変更された1974年度からは、中継の雨傘番組は当番組と『クイズグランプリ』、そして20:00枠番組は編成されず、代わりに映画番組を編成していた。その後開始時刻が19:00に変更（30分拡大）された1977年からは、19:30以降の雨傘番組は今まで通りだが、19:00枠は通常番組を編成していた。

### 放送曜日
| 期間                    | 月曜 | 火曜 | 水曜 | 木曜 | 金曜 | 土曜 | 日曜 | 備考                                       |
| ----------------------- | ---- | ---- | ---- | ---- | ---- | ---- | ---- | ------------------------------------------ |
| 1959年3月 - 12月        | ○    | ○    | ○    | ×    | ×    | ○    | ○    |                                            |
| 1959年12月 - 1960年11月 | ○    | ○    | ○    | ×    | ○    | ○    | ○    | 金曜放送開始（1959.12.18から）             |
| 1960年11月 - 1967年3月  | ○    | ○    | ○    | ○    | ○    | ○    | ×    | 木曜放送開始 日曜放送中止（1960.11.6から） |
| 1967年4月 - 1969年3月   | ○    | ○    | ○    | ○    | ○    | ×    | ○    | 土曜放送中止 日曜放送再開（1967.4.8から）  |
| 1969年4月 - 1974年9月   | ○    | ○    | ○    | ○    | ○    | ○    | ×    | 土曜放送再開 日曜放送廃止（1969.4.5から）  |
| 1974年10月 - 1981年9月  | ○    | ○    | ○    | ○    | ○    | ×    | ×    | 土曜放送廃止（1974.10.5から）              |

## 主な司会者
当初は司会者は1週間を通じて固定であったが、1960年代後半以降は複数の司会者が、回により交替で担当するスタイルとなった。主にタレント・フリーアナウンサーが司会を務めていたが、結婚記者会見などの場合には、レポーターを兼ねて露木茂（当時フジテレビアナウンサー）をはじめとするフジテレビアナウンサー陣が司会役を務めていた。
- 高橋忠雄[1]（1959年、初代）
- 三木鮎郎（1959 - 1966年）
- 小島正雄（1960年代初頭、具体的な時期は不明）
- 杉本隆平（1960 - 1962年）
- 今井彬（1960年代前半、具体的な時期は不明）
- 栗原玲児（1966 - 1969年）
- 土居まさる（当時文化放送アナウンサー）（1969 - 1970年）
- 田宮二郎（1969 - 1970年）
- 高島忠夫（1970年代、具体的な時期は不明）
- 石坂浩二（1970 - 1973年、ただしその後も不定期でホスト役を担当）
- 関口宏（1971 - 1979年、ただし初めて司会を担当したのは1970年4月[注 2]でこれ以降も長嶋茂雄が出演した回などに司会をしているのが確認できる[2][3]）
- 吉永小百合（1972 - 1976年）
- 藤島新（1972 - 1973年）
- 山口崇（1973年 - 1975年）
- 荻島真一（1975 - 1976年）
- 浅茅陽子（1976 - 1979年）
- 檀ふみ（1979年 - 1980年）
- 志垣太郎（1976 - 1978年）
- 坂本九（1979 - 1981年）
- 神津カンナ（1980 - 1981年）
- ビートたけし（1980 - 1981年、当初はツービートで担当）
- 横山やすし、西川きよし（最末期のみ司会）
- 水沢アキ（1981年）
- 頼近美津子（1981年）
- 山田祐嗣
- 岩佐徹
- 露木茂
- 小林大輔
- 野間脩平
- 竹下典子
- 野崎昌一
- 福井謙二

ほか多数

## 主なゲスト
- 島津貴子
- 三笠宮寬仁親王
- 山口百恵
- ロザンナ
- ザ・タイガース
- 五代目 中村勘九郎（後の十八代目 中村勘三郎）（当時7歳）、後藤久美子（当時6歳）（1962年7月28日）[4]
- アトム（1965年10月16日、漫画の主人公として初出演）
- クイーン（1975年初来日時）
- リンゴ・スター（1976年10月28日、ソロでの初来日時に出演）
- デヴィッド・ボウイ（1978年来日時）
- 長嶋茂雄
- 王貞治
- 藤純子
- 金田正一
- 沖雅也
- 林家三平
- 萩本欽一（1977年4月8日『欽ちゃんのドーンと24時間』の一環として出演）
- 浅丘ルリ子
- アラン・ドロン
- アンナ・カリーナ
- イヴ・モンタン
- イングリッド・バーグマン
- ウィリアム・ホールデン
- クラウディア・カルディナーレ
- ザ・ベンチャーズ
- ジャンヌ・モロー
- デヴィッド・リーン
- フランソワ・トリュフォー
- ブリジット・バルドー
- ベラ・チャスラフスカ
- マリア・カラス
- モニカ・ヴィッティ
- 貴乃花光司（幼年期）
- 花田勝（幼年期）
- YMO（1980年ワールドツアー直前）
- ゴダイゴ
- 志村けん
- 加藤茶

ほか多数

## 歴代高視聴率ゲスト

### ビデオリサーチ
ビデオリサーチ調べ、関東地区・世帯による歴代高視聴率ゲストは以下の通り。
| #  | 放送日               | 放送時間      | 視聴率 | ゲスト                   |
| -- | -------------------- | ------------- | ------ | ------------------------ |
| 1. | 1966年12月1日（木）  | 21:30 - 21:45 | 45.9%  | 王貞治・王恭子夫妻       |
| 2. | 1963年2月7日（木）   | 21:30 - 21:45 | 38.1%  | 栃光正之夫妻             |
| 3. | 1971年3月24日（水）  | 19:45 - 20:00 | 37.9%  | 石坂浩二・浅丘ルリ子夫妻 |
| 4. | 1967年5月30日（火）  | 21:30 - 21:45 | 36.9%  | 大鵬幸喜・納谷芳子夫妻   |
| 5. | 1965年1月26日（火）  | 21:30 - 21:45 | 34.8%  | 長嶋茂雄・長嶋亜希子夫妻 |
| 6. | 1964年3月6日（金）   | 21:30 - 21:45 | 34.4%  | 高倉健・江利チエミ夫妻   |
| 7. | 1968年3月27日（水）  | 21:30 - 21:45 | 33.7%  | デビ夫人とサリーちゃん   |
| 8. | 1980年11月19日（水） | 19:45 - 20:00 | 30.3%  | 三浦友和・山口百恵夫妻   |
| 9. | 1970年9月12日（土）  | 19:45 - 20:00 | 30.0%  | 加山雄三・松本めぐみ夫妻 |

出典。

### ニールセン
ニールセン調べ、関東地区・世帯による歴代高視聴率ゲストは以下の通り。
| #   | 放送日               | 放送時間      | 視聴率 | ゲスト                       |
| --- | -------------------- | ------------- | ------ | ---------------------------- |
| 1.  | 1966年12月1日（木）  | 21:30 - 21:45 | 45.4%  | 王貞治・王恭子夫妻           |
| 2.  | 1963年2月16日（土）  | 21:30 - 21:45 | 40.0%  | 高倉健・江利チエミ夫妻       |
| 3.  | 1971年3月24日（水）  | 19:45 - 20:00 | 39.5%  | 石坂浩二・浅丘ルリ子夫妻     |
| 4.  | 1963年3月2日（土）   | 21:30 - 21:45 | 37.8%  | 勝新太郎・中村玉緒夫妻       |
| 5.  | 1964年11月27日（金） | 21:30 - 21:45 | 37.0%  | 長嶋茂雄・長嶋亜希子夫妻     |
| 6.  | 1962年11月5日（月）  | 21:30 - 21:45 | 36.6%  | 美空ひばり・小林旭夫妻       |
| 6.  | 1967年3月23日（木）  | 21:30 - 21:45 | 36.6%  | 舟木一夫                     |
| 8.  | 1963年2月23日（土）  | 21:30 - 21:45 | 35.9%  | 三木のり平一家               |
| 9.  | 1962年10月20日（土） | 21:30 - 21:45 | 35.8%  | 渡辺美佐・クレージーキャッツ |
| 10. | 1963年3月14日（木）  | 21:30 - 21:45 | 35.5%  | 橋幸夫                       |

出典。

### 旭化成 宣伝40年の歩み
「旭化成 宣伝40年の歩み」による、関東地区・世帯による歴代高視聴率ゲストは以下の通り。
| #   | 放送日               | 放送時間      | 視聴率 | ゲスト                       |
| --- | -------------------- | ------------- | ------ | ---------------------------- |
| 1.  | 1966年12月1日（木）  | 21:30 - 21:45 | 45.9%  | 王貞治・王恭子夫妻           |
| 2.  | 1960年4月6日（水）   | 21:30 - 21:45 | 41.5%  | 島津貴子・島津久子・島津久永 |
| 3.  | 1963年2月16日（土）  | 21:30 - 21:45 | 40.0%  | 高倉健・江利チエミ夫妻       |
| 4.  | 1971年3月24日（水）  | 19:45 - 20:00 | 37.9%  | 石坂浩二・浅丘ルリ子夫妻     |
| 5.  | 1963年3月2日（土）   | 21:30 - 21:45 | 37.8%  | 勝新太郎・中村玉緒夫妻       |
| 6.  | 1964年11月27日（金） | 21:30 - 21:45 | 37.0%  | 長嶋茂雄・長嶋亜希子夫妻     |
| 7.  | 1967年5月30日（火）  | 21:30 - 21:45 | 36.9%  | 大鵬幸喜・芳子夫妻           |
| 8.  | 1962年11月5日（月）  | 21:30 - 21:45 | 36.6%  | 美空ひばり・小林旭夫妻       |
| 9.  | 1963年2月23日（土）  | 21:30 - 21:45 | 35.9%  | 三木のり平一家               |
| 10. | 1962年10月20日（土） | 21:30 - 21:45 | 35.8%  | 渡辺美佐・クレージーキャッツ |

出典。

## 番組終了とその後
フジテレビが副社長であった鹿内春雄（当時）主導の下で活性化の為に、柔軟で大規模な番組編成改革を行う方針となった事と、『クイズグランプリ』が1980年12月に終了してからワンセットとなる平日15分帯番組枠が時代に沿わなくなり、視聴率も下降の一途を辿った上に編成上の問題点も出て来た事が、1981年秋の終了に繋がった。最終回に「惜しまれつつ終了」という形式をとった理由は、開局当日以来放送されていたからである。番組終了は1981年1月の時点で公表されており、早ければ4月改編で終了する事も考えられていたが、夜19:30枠の新番組を多く立ち上げるのに時間がかかるという理由で終了時期が10月改編時に延ばされた。番組終了に関しては旭化成の宮崎輝社長が廃止を承知せずに紆余曲折したものの、『なるほど!ザ・ワールド』への移行でようやく了解を得たことが、結果的に番組編成改革の成功に繋がっている。
1981年8月下旬より『スター千一夜』ファイナルと題し「60年代」「70年代」「80年代」「スポンサー」とテーマを決めて今まで放送してきたハイライトシーンが放送された。
1981年9月18日のスポンサー特集では「愛を育てる旭化成」企業CMなど普段見る事の出来ない貴重なCM映像も紹介した。
最終回は1981年9月25日に『さよなら!スター千一夜』というタイトルで、19:30からの拡大版で放送（当時19:30開始の『逆転クイズジャック』は前日の9月24日で終了）。放送では過去本番組に出演した芸能人が多数出演し、その席上、森繁久彌が自作の詩を朗読して番組終了を惜しんだ。
放送回数6417回、放送期間22年7か月は、1982年10月開始で2014年3月まで31年半続いた『森田一義アワー 笑っていいとも!』によって2005年5月に更新されるまで、フジテレビの帯番組では長寿記録であった。その後、1991年に期首特番で2時間番組として復活した事もある。出演はレギュラーを務めていた露木茂、ビートたけし。
2008年11月16日には、フジテレビ721において、吉永小百合傑作選として、選りすぐりの2本が再放送された。
現存するVTR映像は1970年代以降が圧倒的に多く（保存がない回もあり）、それ以前はモノクロかつフィルム収録が大半である。番組開始当時はVTRが無く生放送で、納入後もVTR規格が2インチで機器・テープ共に高価だった事情もあった。
- 例として、1996年8月8日放送の『フジテレビの日888まつり〜祭りだワッショイ〜』において、本番組が紹介された際、露木が明石家さんまについて、「さんまさんが『スター千一夜』に出演していた時のVTRが保存されておりません。取りあえず辛うじて写真だけが残っていました。」と紹介し、さんまも「保存せぇーよ!」とぼやいていた。なお、さんまが出演したのは、漫才ブームの真っ只中にあった1981年9月。ツービート・B&B・ザ・ぼんちらが日替わりで出演した『スタ千』最終週の前週のこと。さんまは「『スタ千』には滑り込みで間に合った」という感激を、2009年2月28日放送の『バラエティルーツの旅 あなたがいたから僕がいる 半世紀大感謝祭』や、その他の番組でも幾度となく語っている。

当番組はテレビ創成期から時事の話題を聞く、現代におけるワイドショーの元祖とされているが、台本がある様な話題や明るい事ばかり触れるという内容は、時の流れと共に「ご都合主義」と見られ、番組終了と共にトークサロン型ワイドショーは一気に衰退し、ワイドショーは有名人のゴシップ、スキャンダル、不幸な事件を中心とした現在の形式に取って代わられる事になる。この為、現在この様な体勢を取っているトーク番組は『徹子の部屋』程度となっている。なお、同番組の司会者である黒柳徹子も1度だけ本番組にゲスト出演した。

### 特別版
番組終了後の1990年・1991年（2度）・2010年・2013年・2015年の5度に渡り復刻版が放送された。いずれもタイトルロゴは、19時台放送時代の物が使用された。

#### 1990年・1991年版
1990年10月2日、1991年4月2日、10月1日に通常は『なるほど!ザ・ワールド』が放送されていた火曜21時台の時間帯にて『特別企画 スター千一夜スペシャル』と題し（1991年4月版は末尾に2、10月版は末尾に3が追加された）9年ぶりに復活し、1度目の司会は石坂浩二が、2度目は番組末期に司会を担当経験していたビートたけしが務めた。こちらでは従来のゲストを迎えるトークに加え、現存しているVTRを紹介する形を取った。通常の『なるほど-』同様にこちらも旭化成が一社提供をしていた。

#### 三谷版
2010年から、不定期で企画・構成・司会を三谷幸喜（本番組の司会の一人である往年の石坂浩二風に扮装）が務める『スター千一夜』が放送されている。ただしいわゆるトーク番組とは異なり、三谷の不可解なムチャ振りの質問（テロップによれば「司会者の誤った知識」）に出演者が（「広い心で」）無理矢理答えなければいけない、という内容のものになっている。

##### 2010年版
2010年4月6日から4月9日までの未明（4月5日から4月8日までの深夜）、開局50周年記念ドラマ『わが家の歴史』（4月9日 - 4月11日放送）の宣伝も兼ねて、本放送から28年半ぶりに『スター千一夜2010 わが家の歴史』として深夜枠で復活。出演者は『わが家の歴史』の出演者が登場。この時も旭化成が30秒ではあるがスポンサーに付いていた。
| 放送日       | ゲスト                           |
| ------------ | -------------------------------- |
| 2010年4月6日 | 長澤まさみ、榮倉奈々、堀北真希   |
| 2010年4月7日 | 加藤清史郎                       |
| 2010年4月8日 | 佐藤浩市、松本潤（嵐）、佐藤隆太 |
| 2010年4月9日 | 柴咲コウ                         |

なお、こちらの特別番組に行う際にメディアが報じた情報では、「29年ぶりの復活」と紹介され、1990年・1991年版が触れられなかった。

##### 2013年版
2013年11月5日から11月8日までの未明（11月4日から11月7日までの深夜）は、三谷が原作・脚本・監督を務める映画『清須会議』（11月9日公開）の宣伝も兼ねて、3年半ぶりに『スター千一夜2013 三谷会議』として深夜枠で復活。出演者は『清須会議』の出演者が登場。

##### 2015年版
2015年1月6日から1月10日までの未明（1月5日から1月9日までの深夜）の5日間に亘り、1月11日・1月12日に2夜連続放送の開局55周年記念スペシャルドラマ『オリエント急行殺人事件』の宣伝も兼ねて、1年ぶりに『スター千一夜2015 オリエント急行殺人事件スター集合!』と銘打って、深夜枠で復活。三谷は「石狩 平次（いしかり へいじ）」の設定名で出演。出演者は同ドラマの出演者が登場。
10月には『スター千一夜2015』と題して、10月12日から10月24日までの未明（10月17日から10月19日までの未明を除く。10月11日から10月23日までの深夜〈10月16日から10月18日までの深夜を除く〉）に放送。10月12日から10月16日までは、フジテレビの2015年10月 - 12月期の連続テレビドラマからゲストを迎え、10月20日から10月24日は、三谷が原作・脚本・監督を務める映画『ギャラクシー街道』（10月24日公開）の宣伝も兼ねて、『「ギャラクシー街道」公開記念!スター千一夜2015』と銘打って、同映画の出演者からゲストを迎えていた。

## 歴代スタッフ
- 横澤彪
- 王東順
- 疋田拓
- 浜口哲夫
- 三宅恵介
- 井上信悟
- 山縣慎司
- 永峰明
- 高田明侑
- 小村恒夫
- 醍醐貢一

## ネット局
- 15分という半端な枠ゆえに、フジテレビ系フルネット局以外では未放送だった曜日や内容もあったり、途中打ち切りになった所も多い[注 4]。系列は現在の系列。○は現在他系列局であるが、放送当時フジテレビ系列や他系列とのクロスネットだった局。地方局によってはフジテレビと同じ時間帯とは限らない。（地方局1局時代）

| 放送対象地域           | 放送局            | 系列                                         | 備考 |
| ---------------------- | ----------------- | -------------------------------------------- | --- |
| 関東広域圏             | フジテレビ        | フジテレビ系列                               | 制作局 |
| 北海道                 | 北海道放送        | TBS系列                                      | 1959年8月から1961年9月まで 開始当初は火曜・木曜22:45 - 23:00 1959年9月は月曜・水曜22:30 - 22:45、火曜22:45 - 23:00 1959年10月 - 1960年4月は火曜日・水曜日を同時ネットで、1960年5月 - 1961年9月は火曜日・木曜日を同時ネットで放送 （但し、木曜日の同時ネットは1960年11月からで、それまでは水曜放送分を翌日に放送） |
| 北海道                 | 札幌テレビ        | 日本テレビ系列                               | ○1961年10月から1965年4月まで 開始当初は土曜21:45 - 22:00、日曜18:15 - 18:30 1961年11月は金曜・土曜21:45 - 22:00、日曜18:15 - 18:30 1961年12月 - 1962年3月は金曜・土曜21:45 - 22:00 1962年4月は水曜・金曜・土曜21:45 - 22:00 1962年5月 - 9月は火曜・水曜・木曜21:30 - 21:45 1962年10月 - 1963年5月は月曜・金曜21:45 - 22:00 1963年6月 - 9月は月曜・水曜・金曜21:45 - 22:00 1963年10月 - 1965年4月は金曜・日曜22:15 - 22:30 |
| 北海道                 | 北海道文化放送    | フジテレビ系列                               | 1972年1月14日のサービス放送開始時から、帯放送 |
| 青森県                 | 青森放送          | 日本テレビ系列                               | 途中打ち切り |
| 岩手県                 | IBC岩手放送       | TBS系列                                      | 途中打ち切り |
| 秋田県                 | 秋田放送          | 日本テレビ系列                               | 1969年9月まで |
| 秋田県                 | 秋田テレビ        | フジテレビ系列                               | 1969年10月開局から、帯放送 |
| 山形県                 | 山形放送          | 日本テレビ系列                               | 1970年3月まで、時差放送 |
| 山形県                 | 山形テレビ        | テレビ朝日系列                               | ○1970年4月開局から同時ネット |
| 宮城県                 | 東北放送          | TBS系列                                      | 1962年9月まで 1961年8月から9月までは火曜21:00 - 21:15 1961年10月から1962年5月2日までは水曜21:00 - 21:15 1962年5月10日から1962年9月までは木曜22:15 - 22:30に放送 |
| 宮城県                 | 仙台放送          | フジテレビ系列                               | 1962年10月開局から、帯放送 |
| 福島県                 | 福島テレビ        | フジテレビ系列                               | 1963年4月開局から1965年10月まで、水曜21:30 - 21:45に放送 |
| 福島県                 | 福島中央テレビ    | 日本テレビ系列                               | ○1970年2月2日のサービス放送から、1971年9月30日まで同時ネット |
| 山梨県                 | 山梨放送          | 日本テレビ系列                               | 途中打ち切り |
| 新潟県                 | 新潟放送          | TBS系列                                      | 1968年11月28日まで、木曜放送 |
| 新潟県                 | NST新潟総合テレビ | フジテレビ系列                               | 1968年11月29日サービス放送開始から、帯放送 |
| 長野県                 | 信越放送          | TBS系列                                      | 1969年3月まで、金曜放送 |
| 長野県                 | 長野放送          | フジテレビ系列                               | 1969年4月1日の開局から、帯放送 |
| 静岡県                 | 静岡放送          | TBS系列                                      | 1968年10月まで |
| 静岡県                 | テレビ静岡        | フジテレビ系列                               | 1968年11月開局から、帯放送 |
| 富山県                 | 北日本放送        | 日本テレビ系列                               | 1969年3月まで、金曜放送 |
| 富山県                 | 富山テレビ        | フジテレビ系列                               | 1969年4月開局から、帯放送 |
| 石川県                 | 北陸放送          | TBS系列                                      | 1969年3月まで |
| 石川県                 | 石川テレビ        | フジテレビ系列                               | 1969年4月開局から、帯放送 |
| 福井県                 | 福井放送          | 日本テレビ系列 テレビ朝日系列                | 1962年6月時点で、金曜21:00 - 21:15に 1965年3月時点で、日曜21:00 - 21:30に それぞれ時差放送 |
| 福井県                 | 福井テレビ        | フジテレビ系列                               | 1969年10月開局から、帯放送 |
| 中京広域圏             | 東海テレビ        | フジテレビ系列                               | 水曜放送→月曜・水曜・金曜放送→帯放送 |
| 近畿広域圏             | 関西テレビ        | フジテレビ系列                               | 土曜・日曜・火曜・水曜放送→帯放送 |
| 鳥取県                 | 日本海テレビ      | 日本テレビ系列                               | 当時の放送エリアは鳥取県のみ 月曜・水曜放送→水曜放送→山陰中央テレビ開局前に打ち切り |
| 島根県→ 島根県・鳥取県 | 山陰中央テレビ    | フジテレビ系列                               | 1970年4月開局から、帯放送 1972年9月21日までの放送エリアは島根県のみ 1972年9月22日の電波相互乗り入れで鳥取県にもエリア拡大 |
| 岡山県                 | RSK山陽放送       | TBS系列                                      | 1965年3月25日（フジテレビ3月24日放送分）まで。フジテレビ水曜放送分を翌木曜22:15から放送して、その他の曜日はネットしていなかった。当時の放送エリアは岡山県のみ。 |
| 岡山県→ 岡山県・香川県 | 岡山放送          | フジテレビ系列                               | 1969年4月開局から、帯放送 1979年3月30日までの放送エリアは岡山県のみ 1979年4月2日からは電波相互乗り入れに伴い香川県にもエリア拡大 |
| 広島県                 | 中国放送          | TBS系列                                      | 1962年8月まで |
| 広島県                 | 広島テレビ        | 日本テレビ系列                               | ○1962年9月開局から1975年9月まで、帯放送 |
| 広島県                 | テレビ新広島      | フジテレビ系列                               | 1975年10月開局から、帯放送 |
| 山口県                 | 山口放送          | 日本テレビ系列                               | 途中打ち切り |
| 徳島県                 | 四国放送          | 日本テレビ系列                               | 途中打ち切り |
| 香川県                 | 西日本放送        | 日本テレビ系列                               | 当時の放送エリアは香川県のみ |
| 愛媛県                 | 南海放送          | 日本テレビ系列                               | 1969年12月まで |
| 愛媛県                 | テレビ愛媛        | フジテレビ系列                               | 1969年12月開局から、帯放送 |
| 高知県                 | 高知放送          | 日本テレビ系列                               | 途中打ち切り |
| 福岡県                 | 九州朝日放送      | テレビ朝日系列                               | ○1964年9月まで、土曜・日曜・水曜放送→日曜・月曜・水曜放送 |
| 福岡県                 | テレビ西日本      | フジテレビ系列                               | 1964年10月のネットチェンジから、帯放送 |
| 佐賀県                 | サガテレビ        | フジテレビ系列                               | 帯放送 |
| 長崎県                 | 長崎放送          | TBS系列                                      | 1969年3月まで |
| 長崎県                 | テレビ長崎        | フジテレビ系列                               | 1969年4月開局から、帯放送 |
| 熊本県                 | 熊本放送          | TBS系列                                      | 1969年3月まで |
| 熊本県                 | テレビ熊本        | フジテレビ系列                               | 1969年4月開局から、帯放送 |
| 大分県                 | 大分放送          | TBS系列                                      | 1970年3月まで |
| 大分県                 | テレビ大分        | 日本テレビ系列 フジテレビ系列                | 1970年4月開局から、未放送だった曜日が多くあったが、 途中打ち切り |
| 宮崎県                 | 宮崎放送          | TBS系列                                      | 1960年10月（アナログテレビ開局時）から 1960年10月は火曜21:00 - 21:15 1964年7月は木曜22:15 - 22:30 |
| 宮崎県                 | テレビ宮崎        | フジテレビ系列 日本テレビ系列 テレビ朝日系列 | 1970年4月開局から、帯放送 |
| 鹿児島県               | 南日本放送        | TBS系列                                      | 1969年3月まで |
| 鹿児島県               | 鹿児島テレビ      | フジテレビ系列                               | 1969年4月開局から、帯放送 1969年4月は月曜 - 土曜19:30 - 19:45 1980年4月は月曜・火曜・木曜・金曜19:45 - 20:00、水曜19:00 - 19:15 |
| 沖縄県                 | 沖縄テレビ        | フジテレビ系列                               | 1959年11月の開局からは月曜・金曜放送だったが、途中打ち切り 1973年4月に帯番組でネット再開 |

## テーマ曲
複数の番組テーマ曲が作成されていた。確認されているものでは初代「♪いいタッチ カシミヤタッチ カシミヤタッチのカシミロン～」という歌詞の旭化成の製品「カシミロン」のCMソング、2代目の「夜が来ればスター千一夜」と言う歌詞で始まるもの（唄・フォーコインズ）、3代目である歌詞の途中に「旭化成のスター千一夜」と歌われていたものがある。同じ頃にはイントロ→タイトルコールのあと短いテーマ曲（内容紹介のナレーション入り）が流れたバージョンもあった。また1968年には女声のハミングをBGMに、風船を持った女性が屋上に上がり（ここで右下に「提　供（一行空ける）旭化成」と書かれた提供クレジットが表示される）、晴れ渡った青空に風船を飛ばした後、「スター千一夜」と書かれたタイトルカードが表示されたバージョンが放送され、1973年頃から1976年12月には、旭化成のCMソング（愛を育てる）がアニメーションとともに流れていた（最終バージョンOPの1つ前、曲名は「愛を育てる」）。2代目は野坂昭如作詞・いずみたく作曲、3代目は三木鶏郎（進行役を経験した三木鮎郎の実兄）が作曲しているのが確認されているが作詞者は不明である。更に20年突入し、シンボルマーク（後述）を採用した1978年度用テーマと、マークをマイナーチェンジした1979年度以降の短いテーマが存在、後者は最終回特番でも使用された。

## 備考
- 放送開始初期は、フジテレビ・仙台放送・関西テレビ・広島テレビ・テレビ西日本以外の系列は、曜日によってネットしていたが、編成上無理が多く短期間しかネットしなかった。なお、クロスネット局でも、優先的に本来の時間帯に放送されることが多かったほか、他系列の番組をどうしても同時ネットしなければならない場合には、先行ネットする場合もあった。
- 関東地区では、1964年4月から1965年9月まで月曜 - 土曜11:30 - 11:45に再放送を行っていたが、旭化成は提供したかは不明（「タイムテーブルからみたフジテレビ35年史」より）。
- 長きに渡って本番組のシンボルマークは無かったが、20周年突入となった1978年からは、女性の横顔に筆記体で「20」と描いたシンボルマークを採用。翌1979年からは、「20」の部分を「The」（目の部分）と「Star」（耳の部分、以上筆記体）に変えて、最終回まで使用した。
- 1967年4月2日 - 1969年3月30日までの間は、毎週日曜22:15 - 22:30で放送されていた（日曜版第2期）。この枠の前番組は海外ドラマ『全艦発進せよ』（22:15 - 23:15。15分繰り下げて継続）。後番組は『唄子・啓助のおもろい夫婦』（22:15 - 23:00）だった。なおこの日曜版第2期は、土曜放送休止と同時に開始し、終了と同時に土曜放送が再開（19:00枠後半）した。
- 北海道文化放送開局以前、さっぽろ雪まつりの開催時に『雪まつりスペシャル』と題して、当時ネットしていた札幌テレビの協力を得て、その会場から放送したこともあった。